# Americano Futebol Clube
L'Americano Futebol Clube, meglio noto come Americano, è una società calcistica brasiliana con sede nella città di Campos dos Goytacazes, nello stato di Rio de Janeiro.

## Storia

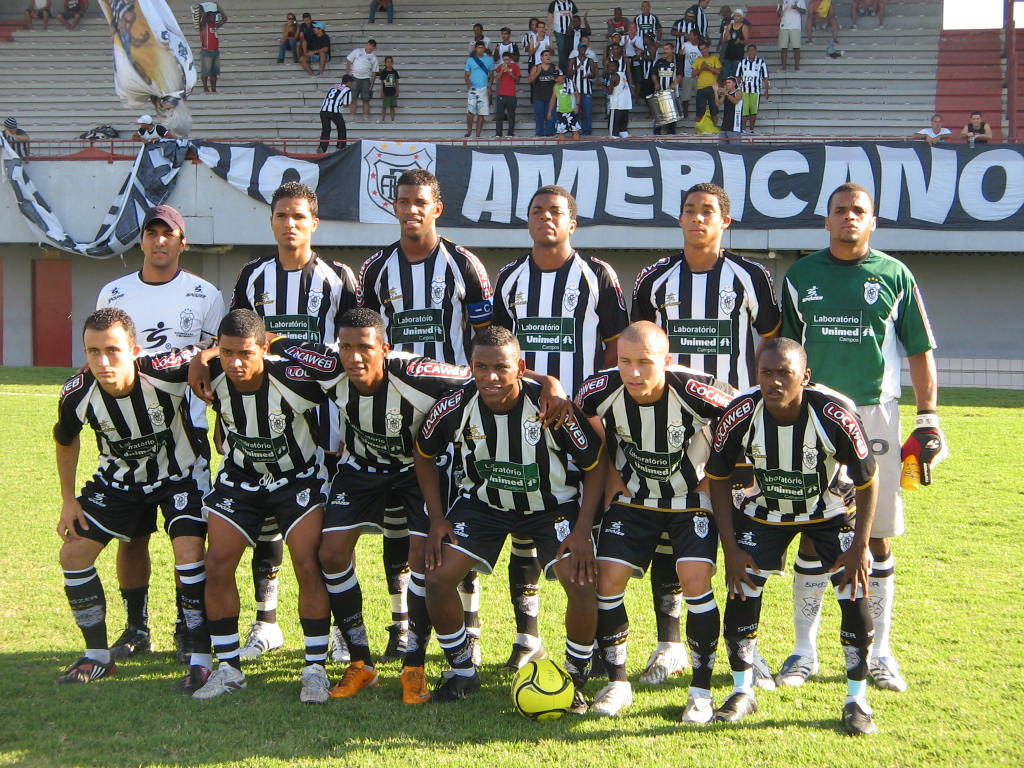
Secondo classificato alla Coppa di Rio 2008

Il club è stato fondato il 1º giugno 1914 dai fratelli uruguaiani Bertoni, dopo aver visto una partita tra l'America e una squadra mista di Campos, vinta per 3-1 dall'America. Il club è stato originariamente progettato per essere denominato América Football Club, in onore dell'America di Rio de Janeiro.
Nel 2002, l'Americano ha vinto la Taça Guanabara e la Taça Rio, ma ha perso la finale del Campionato Carioca con il Fluminense (2-0 all'andata e 3-1 al ritorno). Nel 2004, l'Americano ha raggiunto la finale a quattro del Campeonato Brasileiro Série C, finendo al terzo posto, dietro all'União Barbarense e al Gama, e non ottenendo la promozione nel Campeonato Brasileiro Série B.

## Palmarès

### Competizioni statali
- Campionato Fluminense: 5

1964, 1965, 1968, 1969, 1975
- Copa Rio: 1

2018
- Taça Guanabara: 1

2002
- Taça Rio: 1

2002

### Altri piazzamenti
- Campeonato Brasileiro Série C:

Terzo posto: 2004
- Campionato Carioca:

Finalista: 2002
Semifinalista: 2003